# Acervo comunitario
El acervo comunitario es el conjunto normativo vigente en la Unión Europea (UE). Comprende las normas originarias contenidas en los tratados fundacionales o en sus modificaciones, la legislación derivada dictada para el desarrollo de los tratados, las declaraciones y resoluciones dictadas por los organismos europeos y también los tratados internacionales suscritos por la UE.
Sin embargo, el acervo comunitario va algo más allá de las normas en sí y engloba también los objetivos políticos de la UE. Así pues, si se tuviera que resumir el acervo, se diría que comprende la experiencia comunitaria de todas las instituciones.
Los países candidatos a la entrada en la Unión Europea deben aceptar este acervo comunitario antes de la adhesión. De esta manera cuando un país hace su entrada, asume e integra todo este conjunto normativo en su legislación nacional y debe aplicarlo desde su entrada efectiva.